# Brooklyn Heights Promenade

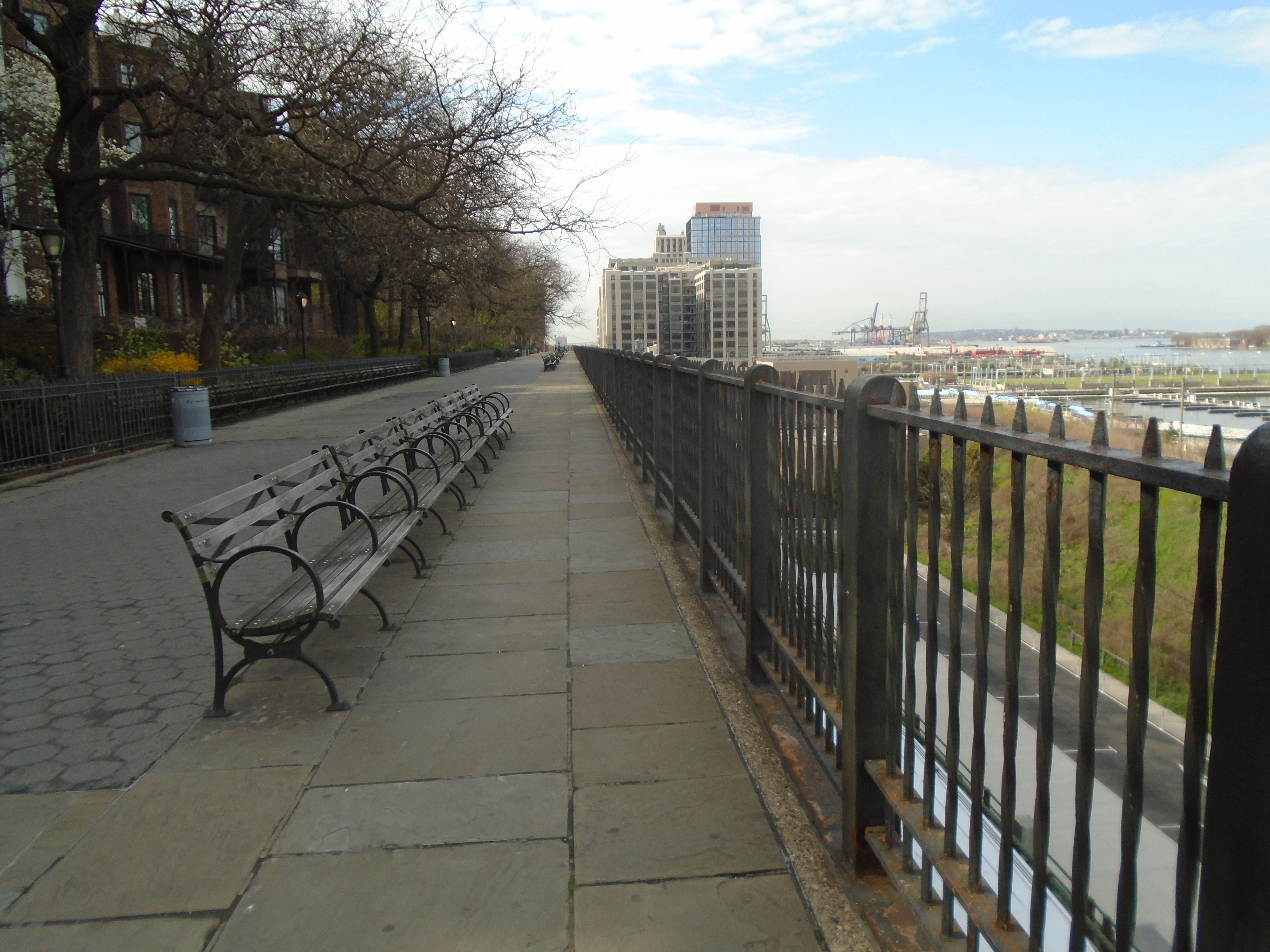
Brooklyn Heights Promenade

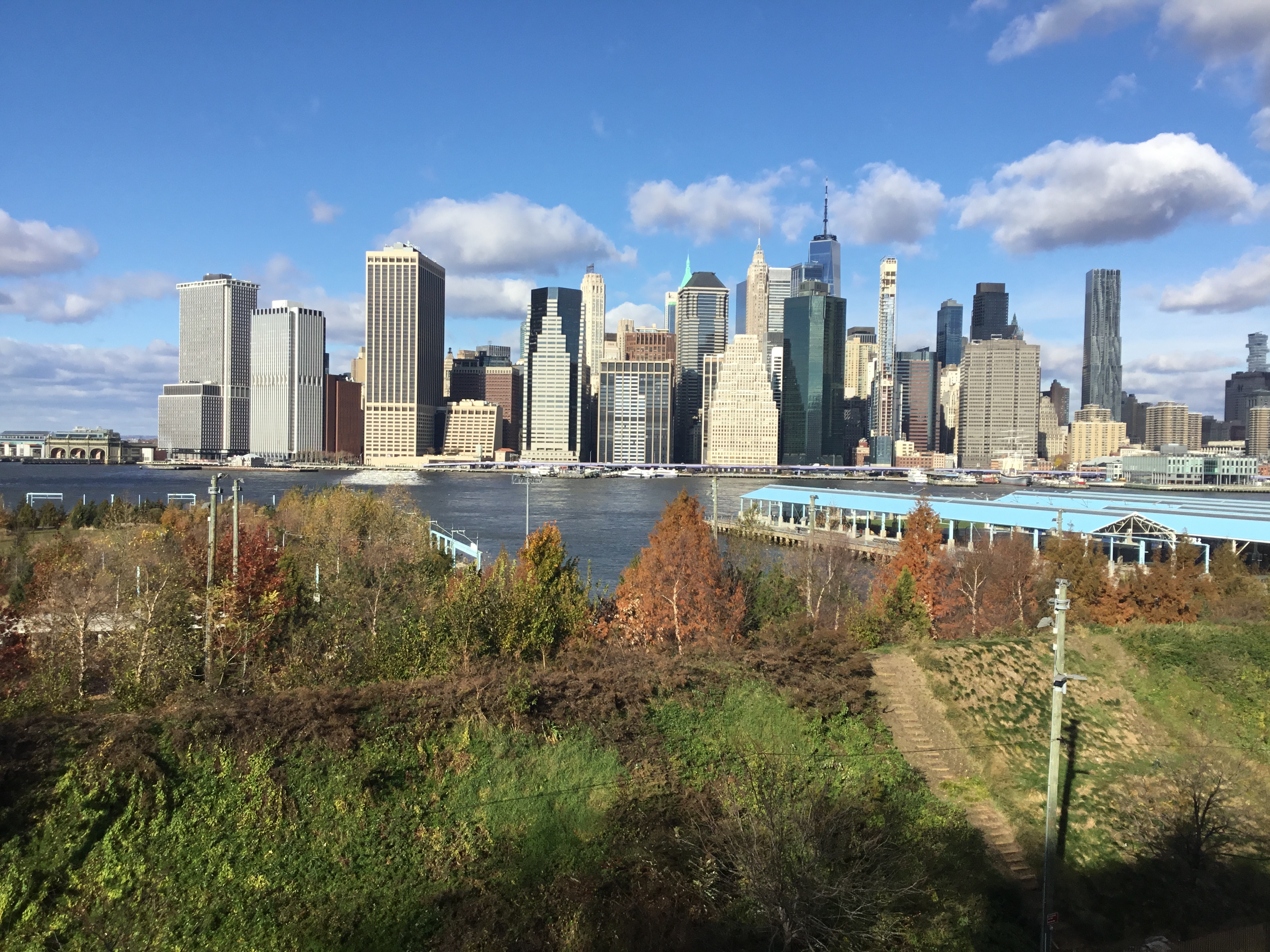
Blick von der Promenade über den Brooklyn Bridge Park auf die Skyline von Lower Manhattan

Die Brooklyn Heights Promenade, auch Esplanade genannt, ist eine 557 m lange Plattform und Fußgängerzone, die über den Brooklyn–Queens Expressway (Interstate 278) in Brooklyn Heights, New York City, ragt. Von dem Bauwerk hat man einen weiten Blick auf die Skyline von Lower Manhattan, den East River und den New Yorker Hafen.

## Lage
Die Brooklyn Heights Promenade bildet die westliche Abgrenzung der Wohnviertel zum Highway und dem Brooklyn Bridge Park. Sie verläuft von der Remsen Street im Süden mit dem Zugangsweg „Entranceway to the Brooklyn Heights Promenade“ bis zur „Fruit Street Sitting Area“ an der Orange Street im Norden. Sie kann des Weiteren von der Montague Street, dem Pierrepont Place sowie der Pierrepont Street, Clark Street und Pineapple Street erreicht werden.

## Beschreibung
Während des Zweiten Weltkrieges beschlossen und geplant, entstand die Promenade gleichzeitig mit dem nach dem Krieg begonnenen Bau des Highways. Die Promenade soll als Plattform über dem Highway Schutz vor Lärm und Schmutz für das angrenzende Wohngebiet bieten. Der erste Bauabschnitt wurde im Oktober 1950 und der zweite Bauabschnitt im November 1951 fertiggestellt. Anfangs verhinderten noch einige Lagerhäuser in der unter der Promenade liegenden Furman Street eine uneingeschränkte Sicht auf Manhattan, bis schließlich diese Ende der 1950er Jahre abgerissen wurden. Die Promenade entwickelte sich schnell zu einem attraktiven Anziehungspunkt für Bewohner und Touristen mit zahlreichen Sitzgelegenheiten. In den 2020er Jahren ist eine Sanierung des Brooklyn-Queens Expressway (BQE) im Bereich der Plattform geplant, sodass eine mehrjährige Einschränkung der Nutzbarkeit der Promenade die Folge ist. Seit 2020 gelangt man über die neue Squibb Park Bridge am Nordende der Promenade, die über den Highway und die Furman Street führt, direkt in den Brooklyn Bridge Park.
Als über einer Fahrbahn errichtetes Bauwerk gehört die Promenade dem New York City Department of Transportation (NYCDOT) und wird nicht als Park betrachtet; jedoch unterhält NYC Parks die gesamte Promenade.

## Film und Fernsehen
Auf der Brooklyn Heights Promenade wurden unter anderem Szenen für die Spielfilme Der Stadtneurotiker von Woody Allen und Mondsüchtig von Norman Jewison sowie die Satire They Came Together gedreht.